# Go'bitar 90
Go' bitar 90' är dansbandet Cool Candys musikalbum från 1990. Albumet som gavs ut på LP och kassett producerades och arrangerades av Lars-Åke Svantesson.

## Låtlista
1. Luffaren (S.Hedlund-J.Lundberg-K G.Ljunghill)
2. Ma petite cherie (J.Olsson-C.Lundh)
3. En kärleksaffär (It Started with a Love Affair) (T.Norell-O:son-A.Bard-K.Almgren)
4. Jag vill dela livet med dig (S.Möller-S.Nielsen)
5. Spinnrocken (instrumental) (Hill-Fritz-Gustav)
6. Sommaren det hände (D.Pace-B G Edling)
7. Juanita (E.Lihm-C.Lundh)
8. Nån'stans i Europa (Somewhere in Europe) (L.Reilly-I.Forsman)
9. Jag vill komma när du ber mig (Una lacrima sul viso) (Lunero-S.Nielsen)
10. Sealed with a Kiss (G.Geld)
11. Goodbye Jimmy goodbye (J.Vaughn-E.Sandström)
12. Där vindarna drar förbi (S.Möller-M.Vinald)
13. Novembertankar (H.Andersson)
14. The things we did last summer (instrumental) (J.Styne-S.Cahn)